# Бій за Расейняй

## Передумови та бої
10 серпня (по інших даних 8-9 серпня) 1944 року Расейняй зайнятий силами 29-го танкового корпуса, південніше містечко Калнуяй — 3-м гвардійський танковим корпусом 5-ї гвардійської танкової армії. 12 серпня танкові частини відходять в тил, їх позиції займають частини 39-ї армії — у Расейняї 28-ма танкова бригада та 158-ма стрілецька дивізія, в Калнуяї — 18-та гвардійська танкова бригада та 164-та стрілецька дивізія. По радянським даним, у боях за зайняття Расейняя, убито 300 німецьких солдатів.
13 серпня 5-та танкова армія отримує наказ наступного дня підготувати та здійснити удар північніше Расейняя з метою розбити німецький 40-й танковий корпус і на Відукле, Гіркалніс.
Проте на той час німецьке керівництво готувало велику операцю по прориву до заблокованої групи армій «Північ», для цього створюються два ударні угрупування у складі 9-го армійського корпусу. Перше угрупування під керівництвом штабу 252-ї піхотної дивізії — 4 батальйони із складу дивізії, 2 мотопіхотні батальйони на БТР від 7-ї танкової дивізії, 2 танкові роти «Тигрів» 510-го танкового батальйону з приданою артилерією мало завданням зайняти Расейняй. Друга група під орудою штабу 212-ї дивізії мала у своєму складі 6 батальйонів власне дивізії, 500-й парашутний батальйон СС та мотобригаду обер-лейтенанта фон Вертерна з приданою артилерією, її завданням було зайняти Калнуяй. Операція по ліквідуванню радянського вклинення отримала кодову назву «Greif».
14 серпня перед 6-ї ранку після короткої потужної артпідготовки обидві німецькі групи переходять в наступ, маючи у складі до 40 танків і 16 САУ, за підтримки двох полків кавалерії, до полудня Расейняй був оточений, у другій половині дня німці контролювали містечко — за винятком монастиря, де чинили збройний опір червоноармійці до ранку 15 серпня.
25-та танкова бригада у цьому бою втратила від 28 танківТ-34 із 30 до усіх 30, керівництво визнало втрату Расейняя 25 серпня. 31-ша, 32-га танкові та 53-тя мотострілецька бригада 29-го корпуса намагалися прорватися до оточених частин, однак на той час противник вже займав пануючі висоти і берег річки Пробовда та відбив усі атаки.
Під час боїв 14-15 серпня 31-ша танкова бригада змогла пробитися до околиць міського цвинтаря, 53-тя мотострілецька пробилася з півдня до Червоних Казарм, проте під тиском німецьких контратак відійшла.
Біля містечка Калнуяй 164-та стрілецька дивізія 14 серпня вранці спішно покинула позиції, проти наступаючих німців лишилися сили 18-ї танкової бригади. В другій половині дня містечко радянські сили покинули. Частини 3-го танкового корпуса, які не були в оточенні, контратакують, вдень 15 серпня після важкого бою займають Калнуяй.

## Втрати
29 танковий корпус під час боїв 14-15 серпня за Расейняй втратив убитими 185 бійців, з них 130 — із з 25 танкової бригади, втрачено 49 Т-34 та 6 підбито.
За німецькими даними в Расейняї було захоплено 300 полонених і перебіжчиків та 37 радянських танків. Німецькі танкісти втратили не менше 2 «Тигрів».
3-й гвардійський танковий корпус у боях за Калнуяй втратив 42 бійців убитими та 285 пораненими, знищено 19 Т-34, підбито 7 Т-34 та 2 ІС-2. Втрати німецької сторони склали 4 «Sturmgeschütz» та 2 «Panzer IV».
Радянське керівництво звітувало про знищених німецьких 44 танки, 45 гармат і мінометів, 19 БТР, 1500 військовиків тільки убитими.